# Liste der Ehrendoktoren der Universität Graz
Die Liste der Ehrendoktoren der Universität Graz listet Personen auf, die von der Universität Graz die Doktorwürde ehrenhalber verliehen bekommen haben, inklusive des Jahres der Verleihung.

## Ehrendoktorate

### Doctores theologiae h. c.
- 1973: Walther Lipphardt
- 1984: Johann Weber
- 1985: Elisabeth Gössmann, Roger Aubert, Wolfgang Trilling
- 1993: Johann Rainer
- 2000: Karl Lehmann
- 2002: Eugen Biser
- 2004: Bartholomeos I.
- 2006: Egon Kapellari
- 2013: Michael Haneke
- 2019: Barbara E. Reid[1]

### Doctores rerum politicarum h. c.
- 1968: Heinrich Jakopp, Max Kaser, Ludwig Musil
- 1971: Albin Lesky

### Doctores iuris h. c.
- 1972: Heinrich Appelt
- 1982: Walther Kastner
- 1984: Günther Winkler, Leopold Kretzenbacher
- 1985: Karl Dietrich Bracher, Theo Mayer-Maly
- 1989: Gerald Stourzh
- 1993: Claus-Wilhelm Canaris
- 1997: Ludwig Adamovich
- 2005: Karl Korinek
- 2020: Gerhart Holzinger[2]

### Doctores rerum socialium oeconomicarumque h. c.
- 1972: Leopold L. Illetschko
- 1975: Wilhelm Weber
- 1979: Edwin Grochla
- 1981: Erich Loitlsberger
- 1985: Horst Albach, Josef Steindl
- 1991: Rudolf Gümbel
- 1996: Reinhard Selten
- 2000: Anton Egger
- 2001: John S. Chipman
- 2003: Jürgen E. Schrempp
- 2008: Hanns-Martin Schoenfeld, Richard V. Mattessich
- 2011: Karl Otwin Becker
- 2016: Ernst Fehr[3][4]

### Doctores philosophiae h. c.
- 1957: Adolf Butenandt, Karl von Frisch
- 1962: Ronald Syme
- 1964: Hermann F. Mark
- 1968: Sigvard Eklund, Willy G. Stoll
- 1972: Roderick M. Chisholm
- 1979: Nikolaus Grass
- 1981: Fritz Heider
- 1982: Hanns Koren
- 1984: Stephan Körner
- 1985: Elias Canetti
- 1988: Helmut Beumann
- 1993: Werner Leinfellner
- 1996: Carl E. Schorske
- 1997: Keith Lehrer
- 1998: Walter H. Sokel
- 2001: Hellmut Federhofer
- 2005: Hartmut Steinecke
- 2007: Hans Albert
- 2010: Jay Winter

### Doctores rerum naturalium h. c.
- 1982: Ernst Peschl
- 1985: Edmund Hlawka, Egon Stahl, Herbert Hönel, Viktor F. Weißkopf
- 1989: Karl Wildermuth
- 1991: Gustav Adolf Lienert
- 1995: János Aczél
- 1996: Fritz Rohrlich
- 2005: Jean-Claude Falmagne

### Doctores medicinae universae honoris causa
- 1927: Gabriel Anton, Viktor von Hacker, Friedrich Kraus, Julius Wagner-Jauregg
- 1936: Anton von Eiselsberg, Hans Horst Meyer
- 1948: Alexander Fleming
- 1949: Reinhard Machold
- 1953: Henry Dale, Otto Loewi
- 1955: Ernst Rothlin
- 1960: Richard Wagner
- 1962: Wolfgang Denk, Franjo Kogoj
- 1963: Karl Heinz Bauer
- 1968: Hans Selye
- 1970: Gustav Ehrhart
- 1971: Oskar Wintersteiner
- 1972: Marius Tausk
- 1977: Hans Lieb
- 1985: Fritz Rehbein
- 1986: Stefan Schuy
- 1988: Joachim Stefan Gravenstein
- 1993: Morio Kasai, Heinz Prechtl
- 1994: Oleg Jardetzky
- 1995: John S. Fordtran
- 2000: Peter Hartwig Wolff
- 2002: Syngcuk Kim